# 코콩주

코콩 주

코콩주(크메르어: ខេត្តកោះកុង,  [kɑh koŋ]; 태국어: ปัจจันตคิรีเขตร, 태국어 발음: [pɐ̄t̚.t͡sɐ̄n.kʰrīː.kʰɪ̀ːt̚])는 캄보디아 남서부에 위치한 주로, 주도는 코콩이며 인구는 139,722명(2008년 기준), 면적은 11,160km2, 인구밀도는 12.5명/km2이다. 주의 이름은 크메르어로 "콩의 섬의 주"를 뜻한다.